# Atublogo
Atublogo ist eine osttimoresische Aldeia im Suco Colimau (Verwaltungsamt Bobonaro, Gemeinde Bobonaro). 2015 lebten in der Aldeia 37 Menschen.

## Geographie
Atublogo liegt im Nordwesten des Sucos Colimau. Östlich befindet sich die Aldeia Beamoas, nördlich die Aldeia Manunia und südlich die Aldeia Tegoabe. Im Westen grenzt Atublogo an den Suco Maliubu. Durch den Westen führt die Überlandstraße von Maliana nach Atsabe. An ihr liegt der Ort Colimau. Hier befindet sich auch eine Grundschule und östlich des Ortes der Friedhof Aigel.

## Politik
2023 wurde Quintiliano Moniz zum Chefe de Aldeia gewählt.